# Mitsubishi F1M
F1M (яп. 零式水上観測機 Рэй-сики суйдзё: кансокуки, «Патрульный морской гидросамолёт тип 0») — гидроплан, одномоторный биплан цельнометаллической конструкции с центральным поплавком. Разработан под руководством Дзёдзи Хаттори. Первый полет прототипа состоялся в июне 1936 года. Принят на вооружение в 1940 году. Кодовое имя союзников — «Пит» («Pete»).

## Создание
Заменой E8N2 стал F1M. Задание на его разработку было выдано ещё в 1934 году, до поступления E8N1 на вооружение. Конкурс с участием «Аити», «Каваниси» выиграла компания «Мицубиси». Её F1M1 поднялся в воздух в июле 1936 года, но результаты испытаний вынудили переработать проект. После внесения серьёзных изменений в конструкцию, самолёт получил название F1M2 и был принят на вооружение как разведывательный морской гидросамолёт Тип 0, модель 11. Несмотря на то, что бипланная схема к тому времени уже считалась устаревшей, F1M2 активно применялся с кораблей и береговых баз на протяжении всей войны. Он отличался редкой универсальностью, что позволяло применять его не только для разведки и патрулирования, но и как истребитель и как пикировщик, несмотря на явно слабое вооружение из двух синхронных и одного турельного пулемётов калибра 7,7 мм и двух 60-кг бомб. F1M2 стал самым массовым японским гидросамолётом времён войны.

## Тактико-технические характеристики
Приведённые ниже характеристики соответствуют модификации F1M2:
Технические характеристики
- Экипаж: 2 человека
- Длина: 9,5 м
- Размах крыла: 11,0 м
- Высота: 4,16 м
- Площадь крыла: 29,54 м²
- Масса пустого: 1 928 кг
- Нормальная взлётная масса: 2 550 кг
- Максимальная взлётная масса: 2 856 кг
- Силовая установка: 1 × радиальный Mitsubishi Zuisei 13
- Мощность двигателей: 1 × 875 л.с. (1 × 653 кВт)

Лётные характеристики
- Максимальная скорость: 365 км/ч
- Крейсерская скорость: 287 км/ч
- Практическая дальность: 730 км
- Практический потолок: 9 440 м
- Скороподъёмность: 8,58 м/с
- Нагрузка на крыло: 86,3 кг/м²
- Тяговооружённость: 256 Вт/кг

Вооружение
- Стрелково-пушечное:  
  - 2 × 7,7 мм пулемёта Тип-89, синхронные
  - 1 × 7,7 мм пулемёт Тип-89, оборонительный, в задней кабине
- Бомбы: 2 × 60 кг